# Романія Явір
Романія Миколаївна Явір (*28 листопада 1944 — 1 січня 2014) — громадська діячка Вірменії українського походження.

## Життєпис
Народилася 1944 року в селі Орів Сколівського району Львівської області. Середню освіту здобула в рідному селі. У 1963—1968 роках навчалася в Львівському поліграфічному інституті ім. І. Федорова на факультеті «Технологія поліграфічного виробництва». Після закінчення інституту в 1970—1973 роках продовжила освіту заочно в тому самому інституті на факультеті «Економіка і організація поліграфічної промисловості». Тут познайомилася зі студентом-вірменином, одружилася.
Переїхали до Вірменії. З 1968 до 1991 року працювала інженером-поліграфістом у видавництві ЦК КП Вірменії, після перейменування у видавництві «Тигран Мец» (до 2000 року).
1995 року очолила громадську організацію — Федерацію українців Вірменії «Україна». 1996 року за посадою стала членом Союзу національностей Вірменії. З 1997 року стає шеф-редакторкою двомовної газети «Дніпро-Славутич» — друкованого органу Федерації українців Вірменії. Її зусиллями були об'єднані українці у Вірменії. З ініціативи Р. Явір з'явилися філії Федерації в Ґюмрі, Ванадзорі, Раздані, Севані та Іджевані.
2000 року отримала запрошення до Координаційної ради нацменшин при апараті президента Вірменії. 2002 року домоглася прийняття Федерації до Світового Конґресу Українців.
Ініціювала будівництво пам'ятника Тарасові Шевченку в Єревані (з'явився у 2013 році), підготувала проєкт будівництва у Вірменії української православної церкви Київського патріархату.
Померла після хвороби 1 січня 2014 року.

## Нагороди
- орден «За заслуги» III ступеня та II ступеня
- орден княгині Ольги III ступеня
- орден князя Ярослава Мудрого V ступеня
- орден Святого Архистратига Михаїла
- медаль Св. Володимира Великого (вища нагорода Світового конгресу Українців)
- почесна медаль Товариства «Україна-Світ» (Київ)